# João Paulo Pinto Ribeiro
João Paulo Pinto Ribeiro, meglio noto come João Paulo (Porto, 8 aprile 1980), è un ex calciatore portoghese, di ruolo attaccante.

## Palmarès

### Nazionale
- Campionato d'Europa Under-18: 1

1999